# Каленчинек
Каленчинек (пол. Kałęczynek) — село в Польщі, у гміні Любане Влоцлавського повіту Куявсько-Поморського воєводства.
Населення — 85 осіб (2011).
У 1975-1998 роках село належало до Влоцлавського воєводства.

## Демографія
Демографічна структура станом на 31 березня 2011 року:
|          | Загалом | Допрацездатний вік | Працездатний вік | Постпрацездатний вік |
| -------- | ------- | ------------------ | ---------------- | -------------------- |
| Чоловіки | 42      | 7                  | 27               | 8                    |
| Жінки    | 43      | 9                  | 17               | 17                   |
| Разом    | 85      | 16                 | 44               | 25                   |